# Mastacembelus brevicauda
Mastacembelus brevicauda és una espècie de peix pertanyent a la família dels mastacembèlids.

## Descripció
- Fa 20 cm de llargària màxima.
- Nombre de vèrtebres: 98.[4][5]

## Hàbitat
És un peix d'aigua dolça, demersal i de clima tropical.

## Distribució geogràfica
Es troba a Àfrica: conques dels rius Sanaga i Congo.

## Observacions
És inofensiu per als humans.